# Étang de la Gabrière
L'étang de la Gabrière est un étang français à Lingé, dans le parc naturel régional de la Brenne, dans l’Indre.